# 节蒴木
节蒴木（学名：Borthwickia trifoliata）为山柑科节蒴木属的植物。其种加词“trifoliata”意为“三叶的”。分布在缅甸以及中国大陆的云南等地，生长于海拔1,400米的地区，见于沟谷和湿润山坡林下，目前尚未由人工引种栽培。